# Aconitum burnatii
Aconitum burnatii es una especie de planta herbácea de la familia Ranunculaceae.

## Características
Es una planta herbácea glabra o débilmente pubescente, con pelos simples no glandulares, excepto en la inflorescencia. Las hojas caulinares palmatisectas, con el lóbulo central del segmento medio de longitud 2/3-3/4(5/7) de la lámina; lóbulos de 3-4 mm de anchura. Inflorescencia ramificada, más raramente simple, recubierta exclusiva y uniformemente de pelos glandulares erecto-patentes, ± densos. Bractéolas 2-3 mm, lineares, que no sobrepasan el tálamo. Flores azules. Casco 15-25 × 10-15 mm, hemisférico, apiculado o falciforme, parecido al de 4a. Espolón nectarífero ganchudo o muy poco curvado. Carpelos (2)3(5), glabros. Semillas de 4 mm, negras y brillantes, aladas en los ángulos y con caras lisas o rugosas transversalmente.

## Distribución y hábitat
Se encuentra en humedales, herbazales y comunidades megafórbicas; a una altitud de 1400-2500 m s. n. m., en las montañas del sur de Europa. Monte Oroel y Sierra Nevada.

## Toxicidad
Todas las partes de las plantas del género Aconitum contenienen alcaloides, principalmente aconitina, cuya elevada toxicidad supone un riesgo incluso en cantidades mínimas por sus potentes efectos cardiotóxicos y neurotóxicos. Bastan 2 mg de sustancia para provocar la muerte a un ser humano adulto. Las raíces son el órgano más rico en aconitina, pero toda la planta es peligrosa, incluyendo sus semillas.
El acónito supone una fuente oculta de envenenamiento en infusiones de hierbas no tóxicas, contaminadas con sus raíces.
En Asia, donde se considera que el acónito posee efectos beneficiosos para la salud, se producen envenenamientos graves e incluso mortales, como consecuencia de la utilización de las raíces en la preparación de sopas y comidas.

## Taxonomía
Aconitum burnatii, fue descrita  por Gyula Julius Gáyer y publicado en Magyar Botanikai Lapok 8: 141, en el año 1909.
Etimología
Aconitum: nombre genérico que deriva del griego antiguo akòniton (= "planta venenosa"). De hecho, la planta es conocida por su alta toxicidad desde la antigüedad homérica. Este nombre probablemente indicaba una planta venenosa endémica cuyo hábitat era común entre las rocas escarpadas en algunas zonas de Grecia. Hay dos raíces que se atribuyen a su nombre:  akone (= "piedra"), en referencia a su hábitat; y koné (= "matar"), obviamente haciendo referencia a su toxicidad. También fue utilizado como un símbolo negativo (maldición o venganza) en la mitología de los pueblos mediterráneos. Según otras fuentes ( Plinio el Viejo) el nombre Aconitum se deriva de un antiguo puerto en el Mar Negro, llamado "Aconis". El nombre científico actualmente aceptado ( Aconitum ) fue propuesto por Carl von Linne (1707-1778), biólogo y escritor sueco, considerado el padre de la moderna clasificación científica de los organismos vivos, en la publicación de Species Plantarum de 1753.
burnatii: epíteto otorgado en honor del botánico suizo Émile Burnat.
Sinonimia
- Aconitum delphinense Gáyer
- Aconitum nevadense Uechtr. ex Gáyer	[8]

## Nombres comunes
- Castellano: acónito, acónito azul, acónito de Sierra Nevada, vedegambre azul, verdigambre.[9]